# پارک مین جی
پارک مین جی (کره‌ای: 박민지؛ انگلیسی: Park Min-ji؛ زادهٔ ۲۲ ژوئیه ۱۹۸۹) بازیگر اهل کره جنوبی است.

## فیلم‌شناسی

### فیلم
| سال  | عنوان                  | نقش               | توضیحات      |
| ---- | ---------------------- | ----------------- | ------------ |
| ۲۰۰۵ | جنی، جونو              | جنی               |              |
| ۲۰۰۶ | The Peter Pan Formula  | مین-جی            |              |
| ۲۰۰۶ | پانچ استرایک           | مین-آه            |              |
| ۲۰۰۸ | آخرین هدیهٔ او          | جوانی مین هه-یونگ |              |
| ۲۰۰۸ | دو ر می فا سو لا تی دو | شین نا-ری         |              |
| ۲۰۱۵ | Now Playing            | سو-اون            | قسمت: «رشوه» |
| ۲۰۱۶ | یک مرد و یک زن         | ها-جونگ           | تلفن جادویی  |
| ۲۰۱۶ | کانولا                 | مین-هی            |              |
| ۲۰۱۸ | خشم                    | وول-آه            |              |
| ۲۰۲۰ | وقت شکار               | خانم دلال ۳       |              |